# Gunhild (Vorname)
Gunhild, Gunhilda (schwedisch), Gunnhild (norwegisch) bzw. Gunnhildur (isländisch) ist ein weiblicher Vorname.

## Bedeutung und Herkunft
Gunhild ist ein nordischer Name. Er leitet sich von dem altnordischen Namen Gunnhildr ab, der sich aus den Bestandteilen gunnr (Krieg) und hildr (Kampf) zusammensetzt.

## Varianten
- Gunilla, Gunnel (schwedisch)
- Gunthild (deutsch)

## Bekannte Namensträgerinnen
Gunhild
- Gunhild von Polen oder Sigrid die Stolze (auch: Gunhild(a), Sigrid Storråda, Świętosława von Polen oder Czcirada; * um 965, † nach 1014), eine oder zwei Personen, die in vielen nordischen Sagen und historischen Chroniken als Ehefrau(en) Sven Gabelbarts auftauchen
- Gunhild von Dänemark (auch: Kunigunde, Chunihildis, Chunelinda; * um 1019,† 1038), von 1036 bis 1038 die erste Ehefrau des römisch-deutschen Königs und späteren Kaisers Heinrich III.
- Gunhild Böth (* 1952), deutsche Politikerin (Die Linke)
- Gunhild Carling (* 1975), schwedische Sängerin und Multiinstrumentalistin
- Gunhild Godenzi (* 1974), deutsche Rechtswissenschaftlerin und Hochschullehrerin
- Gunhild Hagestad (* 1942), norwegische Soziologin und Hochschullehrerin
- Gunhild Haugen (* 1972), norwegische Mittel- und Langstreckenläuferin
- Gunhild Hoffmeister (* 1944), deutsche Leichtathletin
- Gunhild Klöckner (1934–2020), deutsche Lehrerin
- Gunhild Kristensen (1919–2002), niederländische Glasmalerin und Textilkünstlerin
- Gunhild Kübler (1944–2021), deutsche Literaturwissenschaftlerin, Literaturkritikerin, Autorin und Journalistin
- Gunhild Larking (* 1936), schwedische Hochspringerin
- Gunhild Liljequist (1936–2022), deutsche Designerin
- Gunhild Oberzaucher-Schüller (* 1942), österreichische Theater- und Tanzwissenschaftlerin
- Gunhild Øyangen (* 1947), norwegische Politikerin
- Gunhild Paehr (1928–1968), deutsche Schauspielerin und Schriftstellerin
- Gunhild Scholz (* 1940), deutsche Badmintonspielerin
- Gunhild von Schönau-Wehr (1891–1981), württembergische Malerin
- Gunhild Sehlin (1911–1996), schwedische Pädagogin und Kinderbuchautorin
- Gunhild Seim (* 1973), norwegische Jazz- und Improvisationsmusikerin
- Gunhild Solberg (* 1993), norwegische Skispringerin und Fußballspielerin
- Gunhild Stordalen (* 1979), norwegische Ärztin und Umweltaktivistin
- Gunhild Tegen (1889–1970), schwedische Schriftstellerin und Übersetzerin
- Gunhild Wilms (* 1940), deutsche Historikerin

Gunnhild
- Gunnhild Königsmutter, norwegische Königin im 10. Jahrhundert
- Gunnhild Ruben (1926–2012), deutsche Architektin und Heimatforscherin

Gunnhildur
- Gunnhildur Yrsa Jónsdóttir (* 1988), isländische Fußballspielerin